# The Equalizer
The Equalizer is een Amerikaanse drama-misdaadserie. Hiervan werden 88 afleveringen gemaakt die oorspronkelijk van 18 september 1985 tot en met 24 augustus 1989 werden uitgezonden op CBS.
The Equalizer won in 1987 de Edgar Allan Poe Award voor beste televisieaflevering (voor 'The Cup'). Acteur Edward Woodward kreeg voor zijn hoofdrol als Robert McCall in 1987 de Golden Globe voor beste acteur in een dramaserie toegekend en werd daarvoor ook in 1988 genomineerd. Daarnaast werd The Equalizer zeven keer genomineerd voor een Primetime Emmy Award: Woodward in zowel 1986, 1987, 1988, 1989 als 1990 voor die voor beste acteur in een dramaserie en zowel Michael Moriarty (Wayne Virgil in de aflevering 'Starfireals') als Shirley Knight (Mrs. Robert McCall in de aflevering 'Time Present, Time Past') voor die voor beste gastrol (allebei in 1989).

## Uitgangspunt
Robert McCall is een voormalige agent van een geheime Amerikaanse overheidsdienst alleen bekend onder de schuilnamen 'The Agency' en 'The Company'. Als 'The Equalizer' probeert hij in het reine te komen met zijn verleden door mensen bij te staan die te maken hebben met de overmacht van allerlei soorten misdaad, zonder dat hij daarvoor geld of een tegenprestatie verlangt. McCall maakt hierbij regelmatig gebruik van zijn contacten en overlegt geregeld met 'Control' , de chef van de afdeling New York van The Agency. Mensen die zijn diensten nodig hebben, kunnen contact met hem zoeken via het telefoonnummer dat hij vermeldt in een door hem geplaatste krantenadvertentie.

## Rolverdeling
*Alleen acteurs die verschenen in meer dan tien afleveringen zijn vermeld
- Edward Woodward - Robert McCall
- Keith Szarabajka - Mickey Kostmayer
- Robert Lansing - 'Control'
- Mark Margolis - Jimmy
- William Zabka - Scott McCall
- Chad Redding - Alice Shepard